# Koty (rejon wołkowyski)
Koty (biał. Каты, także Коты; ros. Коты) – wieś na Białorusi, w obwodzie grodzieńskim, w rejonie wołkowyskim, w sielsowiecie Roś.
Dawniej chutor. W dwudziestoleciu międzywojennym leżały w Polsce, w województwie białostockim, w powiecie wołkowyskim, w gminie Roś.